# イ・ウンジュ
イ・ウンジュ（이은주、1980年12月22日 - 2005年2月22日）は、韓国の女優。映画『ブラザーフッド』に主演するなどして活躍したが、2005年2月に盆唐（ブンダン、ソウル市近郊の高級住宅街）の自宅において24歳で自殺を遂げた。

## 人物
全羅北道群山市出身、檀国大学校映画演劇学科卒業。本貫は徳水李氏。身長170cm、血液型A型。
幼少時代からピアノを学んで、ピアニストになるのが夢だった。のちに映画の魅力に惹かれて、女優の道を歩み始めた。
高校生の時、制服のイメージモデルとして登場し、1998年のSBSドラマ『白夜3.98』で韓国のブラウン管に登場した。1999年の『紅鱒』で映画デビュー。2000年の『オー!スジョン』で主役に抜擢され、2001年韓国のアカデミー賞とされる大鐘賞映画祭新人女優賞を受賞した。
2004年史上最高の観客動員を記録した『ブラザーフッド』（原題『太極旗を翻して』)の主演女優として一躍名が広まったが、2005年2月22日、京畿道城南市盆唐区の自宅マンションで首を吊っているところを兄に発見された。生前、「一日に1時間しか眠れない」と激しい不眠症とうつ病に悩まされていることを訴えていた。
2005年2月24日、盆唐ソウル大学病院で告別式が行われた後、火葬に付され、高陽市一山区の納骨堂に安置された。『スカーレットレター』が最後の出演作となった。

## 出演作品

### 映画
- オー!スジョン(2000年)
- バンジージャンプする(2001年)
- 白い部屋(2002年)
- 永遠の片想い(2002年)
- 愛と、死を見つめて（2003年）
- オー!マイDJ（2004年)
- ブラザーフッド（2004年）
- スカーレットレター（2004年）

### テレビドラマ
- カイスト(1999年)
- 火の鳥(2004年)